# Academia Pirenopolina de Letras, Artes e Música
A Academia Pirenopolina de Letras, Artes e Música (APLAM) é uma entidade literária situada na cidade de Pirenópolis, Goiás.
Tem por finalidade a cultura das letras, artes e música nacionais. Compõe-se de Membros Efetivos, Honorários e Correspondentes.
Foi fundada em 16 de abril de 1994, no Museu das Cavalhadas, localizado no centro histórico de Pirenópolis, por Maria Eunice Pereira e Pina, Arnaldo Setti, José Raimundo Reis da Silva, Emílio Terraza, Natália de Siqueira, Wilno Luiz Pompeu de Pina, Vera Lopes Siqueira, Luiz de Aquino e Adriano César Curado.